# Medgyesi Konstantin
Medgyesi Konstantin (Szeged, 1975. június 29. –) magyar történész, szociológus, egyetemi adjunktus, kommunikációs szakértő, a Móra Ferenc Múzeum tudományos és közönségkapcsolati igazgatóhelyettese.

## Tanulmányai
A József Attila Tudományegyetemen végzett történelem–szociológia szakon 1999-ben. 1997 és 2002 között a kommunikáció szak hallgatója volt; 2004-ben az egyetem Állam- és Jogtudományi karán doktori oklevelet szerzett. 2017-ben doktori fokozatot szerzett a Szegedi Tudományegyetem Történettudományi Doktori Iskolájában. Disszertációjának címe: "Demokrácia-diskurzus(ok) Magyarországon az 1945 és 1949 közötti időszakban és időszakról".

## Munkássága
1999 óta a Móra Ferenc Múzeum munkatársa, kezdetben történészként dolgozott. Szakterülete a 20. századi egyháztörténet, a koalíciós időszak és a Kádár-korszak.  2004 óta az intézmény sajtóreferense, 2007-től 2016-ig kommunikációs osztályvezető, 2016 óta tudományos és közönségkapcsolati igazgatóhelyettes. 2000 és 2002 között a legnagyobb megyei lap, a Délvilág újságírója volt. 2008-2021 között a Szegedi Tudományegyetem Kommunikáció- és Médiatudományi Tanszékén egyetemi adjunktusként, a Public Relations szakirány vezetőjeként dolgozott. 2022-től a Szegedi Tudományegyetem Művelődéstudományi Tanszékének egyetemi adjunktusa.
A Kádár-korszakot érintő, önálló monográfiája 2022-ben jelent meg Apagyilkosság - Kádár János és Grósz Károly küzdelme címmel az Open Books Kiadónál.
A Magyar Tudományos Akadémia köztestületi tagja, valamint a Magyar Tudományos Akadémia Történettudományi Bizottságának tagja.

## Családja
Szülei: Medgyesi László és  Vízhányó Erzsébet. Felesége Krassói Éva, gyermekei: Döme, Csanád és Zselyke.

## Főbb publikációi
- Apagyilkosság - Kádár János és Grósz Károly küzdelme. Budapest, Open Books Kiadó, 2022. ISBN 9789635720644
- „...itt van a nyakunkon”: Grósz Károly és Nagy Imre. In: Betekintő, 16/1. 9-35. p., 2022.
- Hegedűs Anita, Medgyesi Konstantin, Sólyom Péter: Pillanatképek az egykori Csongrád megye mindennapjaiból: Válogatás Enyedi Zoltán fotóhagyatékából. Szeged, Csongrád–Csanád Megyei Önkormányzat, 2021. ISBN 9789637193620
- "Karcsikám, csináljon már valamit, lőjünk...": az erőszak tudati elemei Grósz Károly életében. In: Margittai, Linda; Tomka, Béla (szerk.) Történelem és erőszak : a Hajnal István Kör - Társadalomtörténeti Egyesület 2019. évi szegedi konferenciájának tanulmánykötete. Szeged, Hajnal István Kör Társadalomtörténeti Egyesület. 273-289. p., 2021.
- Hegedűs Anita, Medgyesi Konstantin: A szegediség változásai. Szeged, Móra Ferenc Múzeum, 2020. ISBN 9789639804647
- Mikro- és makrotörténeti metszéspontok az Enyedi-hagyatékban: Portrék Grósz Károlyról, az utolsó magyar pártfőtitkárról. In: Bárkányi, Ildikó; F., Lajkó Orsolya; Varga, Sándor (szerk.) A Móra Ferenc Múzeum Évkönyve 2020. Szeged, Móra Ferenc Múzeum, 113-132. p., 2020.
- „Az orvos azt mondja, az a bajom, hogy én örökké az én felelősségemre gondolok”. Kádár haragosan rémült tekintete és a bukás előszele. In: Betekintő, 14/2. 35–54. p., 2020.
- Szavakkal ölni: Demokráciadiskurzus(ok) Magyarországon az 1945 és 1949 közötti időszakban és időszakról. Hódmezővásárhely, Tornyai János Múzeum és Közművelődési Központ - Emlékpont, 2019. ISBN 9789637379628
- Mindszenty bíboros és a Marosmenti Mária-nap. A Boldogasszony-év történetéhez. A Móra Ferenc Múzeum Évkönyve. Történeti Tanulmányok. Studia Historica 3. Szeged, 2000. 289 – 331. p.
- Zadravecz tábori püspök és Szeged-Alsóváros harangünnepe. A Móra Ferenc Múzeum Évkönyve. Történeti Tanulmányok. Studia Historica 4. Szeged, 2001. 231-254. p.
- „Mi nem tudunk élni a hagyma nélkül” Adatok a Makó és környéki hagymásvilág rendszerváltozás utáni társadalomrajzához. Móra Ferenc Múzeum Évkönyve. Néprajzi Tanulmányok. Studia Etnographia 3. Szeged, 2001. 151-186. p.
- Egy meghiúsult Zadravecz-interjú háttere. Közjáték az alsóvárosi harangünnep idején (1921). Múzeumi kutatások 1999/2000. Szeged, 2001. 75-81. p.
- „…jogosultságát megtarthassa” Bibó István szakvéleménye az állásvesztésre ítélt magántanárok magántanárságának megszüntetéséről. Forrás, 2002. február. 57-59. p.
- Elbeszélés történelem (oral history) a rendszerváltó korszak Makójáról. Móra Ferenc Múzeum Évkönyve. Történeti Tanulmányok. Studia Historica 5; Szeged, 2002. 227-243. p.
- Makói tanácselnökök és a rendszerváltozás kora. Múzeumi kutatások Csongrád megyében 2002; Szeged, 2003. 141-146. p.
- „Makóról is lehetett látni, hogy recseg-ropog a rendszer, túl sok az ellentmondás.” A rendszerváltó évtized makóiságának természetrajzához. Móra Ferenc Múzeum Évkönyve. Történeti Tanulmányok. Studia Historica 6; Szeged, 2003. 191-234. p.
- Mindszenty bíboros Makón. A Makói Keresztény Értelmiségi Szövetség Füzetei 36. Makó, 2003. 1-50. p.
- A mindennapok világa a rendszerváltó kor Makóján. A legmakaibb makai. Tanulmányok a 75 éves dr. Tóth Ferenc tiszteletére. Makó, 2003. 116-129. p.
- Jelenkor-kutatás és kisvárosi rendszerváltozás. Történeti Muzeológiai Szemle 4. Budapest, 2004. 91-98. p.
- Az egyházi iskolák újraindítása a rendszerváltó kor Makóján; KÉSZ Makói Csoportja, Makó, 2004 (A makói Keresztény Értelmiségi Szövetség füzetei, 40.)
- Közéleti szövetségkeresés a rendszerváltó kor Makóján. Múzeumi Kutatások Csongrád megyében 2003. Szeged 2004. 103-112. p.
- A makói Pfeiffer-affér. Közéleti botránysorozat a koalíciós évek Makóján. Móra Ferenc Múzeum Évkönyve. Történeti Tanulmányok. Studia Historica 7. Szeged 2004. 257-283. p.
- Lovak, lókupecek és lóügyletek a koalíciós évek Makóján. Móra Ferenc Múzeum Évkönyve. Néprajzi Tanulmányok. Studia Etnographia 5. Szeged, 2005. 151-164. p.
- A kertész, az orvos és a borkimérő. Kisvárosi rendszerváltozás és a helyi hatalmi elit. Szociológiai Szemle 2005/1. 60-71. p.
- Történeti gyűjtemények és a sajtónyilvánosság. Történeti Muzeológiai Szemle 5. Budapest, 2005. 325-332. p.
- ”… megakadályozná az egyébként elkerülhetetlen lecsúszást.” Életfeltételek a rendszerváltó kor Makóján. Múzeumi Kutatások Csongrád megyében 2004. Szeged 2005. 39-50. p.
- „… Láthatjuk, hogy szinte már mintha egyenetlenség támadna a városban” A Szent István-szobor vita, 1999. A Móra Ferenc Múzeum Évkönyve. Történeti Tanulmányok. Studia Historica 8. Szeged, 2005. 457-473. p.
- Egyházi küzdelmek a rendszerváltó kor Makóján. Magyar Egyháztörténeti Vázlatok. Budapest, 2005/1-2. 173-191. p.
- Egy országgyűlési képviselőjelölés és következményei a rendszerváltó Makón. Múzeumi Kutatások Csongrád megyében 2005. Szeged 2006. 359-364. p.
- Kisvárosi demokráciaépítkezés és a rendszerváltó makói polgármester. A Móra Ferenc Múzeum Évkönyve. Történeti Tanulmányok. Studia Historica 9. Szeged, 2006. 249-273. p.
- A szegedi Dalí-kiállítás sajtókommunikációja. Múzeumi Kutatások Csongrád megyében 2006. Szeged, 2007. 177-182. p.
- Kezdeményezés és dinamizmus. Múzeum és kommunikáció. Szeged. 2007. május. 16-17. p.
- A bohém katalán. Esettanulmány: a szegedi Dalí-kiállítás. Műértő. 2007. október. 11. 11. p.
- Nyert ügyek Szegeden. Dalí bajsza mint érdekesség, fontosság és konfliktus. (Interjú) Múzeumcafé. 2007. október. 54. p.
- Trendi és retro. A hódmezővásárhelyi Emlékpont Múzeum. Múzeumcafé. 2007. december. 50-57. p.
- Munkácsy-csoda Békésben. A Kis Jeanne nagy közösségformálása.  Múzeumcafé 2008. február. 44-45. p.

## Díjai, elismerései
- Szeged Szóvivője (2008)[2]
- Móra Ferenc-díj (2014)[3]
- Az Év Oktatója (2022) - SZTE JGYPK Művelődéstudományi Tanszék